# Tricon Cahul
Pour les articles homonymes, voir Tricon.
Maillots
Le Tricon Cahul est un club moldave de football basé à Cahul.

## Bilan
| Année     | D1  | D2 | Journées | V | N | D  | Buts  | Diff | Points |
| --------- | --- | -- | -------- | - | - | -- | ----- | ---- | ------ |
| 1991-1992 | -   | ?  |          |   |   |    |       |      |        |
| 1992-1993 | 15e | -  | 30       | 4 | 9 | 17 | 25:53 | -28  | 17     |